# Kajikia audax
Kajikia audax is een straalvinnige vissensoort uit de familie van de zeilvissen (Istiophoridae). De wetenschappelijke naam van de soort is voor het eerst geldig gepubliceerd in 1887 door Rodolfo Amando Philippi.